# Juan Román Riquelme
Juan Román Riquelme argentin válogatott labdarúgó. Riquelme nevével először a Boca Juniors csapatában találkozhattunk, ahol fiatal korában együtt játszott Diego Maradonával. Nevét a világ a Villarreal CF csapatával kapcsolatban ismerhette meg, különleges játéka miatt kiemelkedett a mezőnyből. Jellemző volt rá a kiváló passzok és gólpasszok, illetve a gyors, tempós játékmenet. Legtöbb csapatában megkapta a híres 10-es számú mezt. 2015. január 23-án jelentette be visszavonulását.

## Pályafutása

### Korai évek
Riquelme egy szegény, 10 tagú családban nőtt fel, egy Don Torcuato nevű városban. Mikor az Argentinos Juniors klubban játszott, a Boca Juniors és a River Plate is megfigyelte őt a meccsek során. 1995-ben a Boca Juniors szerződtette 800.000 dollárért. Kisgyermek korától nagy rajongója volt a klubnak. Egy évvel később, 1996. november 10-én Riquelme az első profi mérkőzését játszotta az Unión de Santa Fe csapat ellen. Két héttel később szerezte első vezető gólját a Bocában, ekkor a gárda 6-0-ra nyert a Huracán ellen.

### Barcelona
7 év múlva 2002-ben Riquelme eligazolt az FC Barcelonába, ekkor nagyjából 11 millió eurót ért. Kicsivel a Bocából való távozása előtt testvérét, Cristiant börtönbe zárták. Riquelme tárgyalt a testvére szabadon bocsátásáért, végül kifizette az óvadékot. Kijelentette, ez volt az egyik ok, amiért úgy döntött, hogy elhagyja Bocát, bár az átigazolás már ismert volt. Az átigazolás balul sült el, Louis van Gaal politikai igazolásként jellemezte Riquelmét. Van Gaal ritkán játszatta Riquelmet a bal vagy jobb széleken, így Riquelme nem tudta megállni a helyét, egyre inkább úgy tűnt, hogy elveszíti helyét a kezdőcsapatban. Kezdőként játszott a Spanyol szuperkupán, és a Bajnokok Ligájában be is talált a Club Brugge ellen. 30 mérkőzés alatt mindössze 3 gólt tudott szerezni, de közben sok gólpasszt adott.

### Villarreal
Riquelmét kölcsönadták a La Ligában szereplő Villarreal CF csapatához. A kölcsönszerződésben szerepet játszott, hogy már ott játszott két válogatott csapattársa, Juan Pablo Sorín és Rodolfo Arruabarrena. A 2004-2005-ös szezon végén a legismertebb spanyol újság, a Diario Marca által megkapta 2005 Az év labdarúgója egyéni díjat. Miközben még mindig kölcsönben volt, a Villarreal megvásárolta a Barcelonától játékjoga 75%-át, majd később a maradékot is ingyen megkapta, Riquelme pedig aláírt egy 4 éves szerződést új csapatánál. A 2005–2006-os UEFA-bajnokok ligája csoportkörében a Villarreal a D jelű kvarterrben csoportelső lett, elütve a Manchester Unitedet és a Lille OSC-t a továbbjutástól.
A Villarreal ebben az évben általános meglepetésre bejutott a Bajnokok Ligája elődöntőjébe, mely a mai napig a klub legnagyobb sikere egy bajnoki második hely mellett. Az Arsenal FC ellen mérkőztek meg, az első meccsen az angolok otthon nyertek 1-0-ra, majd a második mérkőzés utolsó perceiben, 0-0-ás állásnál a spanyolok büntetőhöz jutottak, amelyet Riquelme vállalt – egy góllal nemcsak hosszabbításra menthették volna a párharcot a Sárgák, hanem mivel az Arsenal eddigre elkészült az erejével, valószínűleg egy Bajnokok Ligája döntőt ért volna a találat. Riquelme ikonikus mozdulattal megcsókolta a labdát végrehajtás előtt, ám Jens Lehmann kivédte a büntetőt, a Villarreal pedig kiesett.

### Boca Juniors
Riquelme 2007 februárjában aláírt egy öthónapos kölcsönszerződést régi klubjával, a Boca Juniors-szal. Jelentős szerepet játszott a Bocában, ugyanis gólt szerzett a 2007-es Copa Libertadores kupán a Vélez Sarsfield ellen. A Club Libertad ellen és a negyeddöntőben lévő Cúcuta Deportivo ellen kiválóan játszott, így elérte a Boca Juniors továbbjutását a döntőbe. A döntőben a Grêmio Foot-Ball Porto Alegrense ellen mérkőztek meg Riquelme-ék, és a meccsen szerzett egy gólt. Ez volt második gólja a Bocánál. A Boca Juniors megnyerte a mérkőzést és nyertesek lettek. Riquelme megnyerte a Most Valuable Player díjat.
2007 augusztusában a Boca Juniors feladta az átigazolást Riquelmével kapcsolatban. Mikor a Villarreal és a Boca Juniors tárgyaltak újra Riquelméről, akkor kijelentette a spanyol csapat, hogy nem adják el Riquelmét. Miközben a Boca Juniors 3 játékosát átadta volna, név szerint Rodrigo Palacio, Mauro Boselli és Jonathan Maidanát, további 4 millió euró értékben, de a Villarreal nemet mondott az ajánlatra. Augusztus 30-án az Atlético Madrid 8 millió euróért akarta leigazolni Riquelmét, de az utolsó pillanatban megbukott az átigazolás, Riquelme maradt a Villarreal játékosa és megkapta 16-os mezszámot.
2007. november 26-án Boca Juniors megint próbálkozott az átigazolással, és most sikerrel jártak. A Villarreal megállapodott Riquelmével és eladták az argentin gárdának, de a 2007–08-as szezon felét végig kellett játszania, és csak 2008 januárjában játszhatott a Boca Juniors színeiben.
Riquelme, mikor visszatért 2008-ban Boca Juniorshoz, részt vett a Clausura és a Copa Libertadores kupákon. Csapata el is jutott a Copa Libertadores kupa elődöntőjébe, a Colo-Colo ellen mérkőztek meg. Riquelme vezette csapatát, mert ő volt akkor a csapatkapitány, de a csapata vereséget szenvedett, méghozzá 2-0-ra. Mikor a Boca Juniors visszavágó mérkőzést játszott a Colo-Colo ellen, Riquelme nem játszott, és az argentin csapat nyert 4-3-ra, de sikerült segítenie a Bocának a döntőben venezuelai Maracaibo stadionban, amit a csapat 3-0-ra nyert. Riquelme adott egy gólpasszt a mérkőzésen Gabriel Paletta-nak a 74. percben. Riquelméék megmérkőztek a döntőben a brazil Fluminense ellen. Riquelme a Copa Libertadores kupa mérkőzéseken összesen 4 gólt lőtt. Segített a Bocának győzni a 2008-as Apertúra versenyen, ő volt a legjobb labdarúgó a tornán. Két gólt szerzett egy fontos rangadón a Racing de Avellaneda ellen a La Bombonera stadionban, Boca Juniors így 2-1-re megnyerte a mérkőzést.
2009. november 9-én Boca Juniors elnöke Pedro Pompillo elhunyt, mikor a csapat Arsenal de Sarandí ellen mérkőzött Riquelme hatalmas szabadrúgás gólt lőtt és ezzel a találattal eldöntötte a mérkőzést, a végeredmény 1-0 lett. A szezon végén a Boca Juniors a 3. helyen végzett,az első második helyen a San Lorenzo és Tigrevégzett. 2008-ban a Boca Juniors megnyerte az Apertúra versenyt.

## Válogatott góljai
| #   | Dátum              | Helyszín                | Ellenfél    | Pontok | Eredmény  | Esemény                            |
| --- | ------------------ | ----------------------- | ----------- | ------ | --------- | ---------------------------------- |
| 1.  | 2003. április 30.  | Tripoli, Líbia          | Líbia       | 3-1    | Nyertes   | Barátságos mérkőzés                |
| 2.  | 2004. november 17. | Buenos Aires, Argentína | Venezuela   | 3-2    | Nyertes   | 2006-os világbajnoksági előkészítő |
| 3.  | 2005. június 8.    | Buenos Aires, Argentína | Brazília    | 3-1    | Nyertes   | 2006-os világbajnoksági előkészítő |
| 4.  | 2005. június 15.   | Köln, Németország       | Tunézia     | 2-1    | Nyertes   | 2005-ös konföderációs kupa         |
| 5.  | 2005. június 18.   | Nürnberg, Németország   | Ausztrália  | 4-2    | Nyertes   | 2005-ös konföderációs kupa         |
| 6.  | 2005. június 21.   | Nürnberg, Németország   | Németország | 2-2    | Döntetlen | 2005-ös konföderációs kupa         |
| 7.  | 2005. október 9.   | Buenos Aires, Argentína | Peru        | 2-0    | Nyertes   | 2006-os világbajnoksági előkészítő |
| 8.  | 2005. november 16. | Doha, Katar             | Katar       | 3-0    | Nyertes   | Barátságos mérkőzés                |
| 9.  | 2007. július 2.    | Maracaibo, Venezuela    | Kolumbia    | 4-2    | Nyertes   | Copa América 2007                  |
| 10. | 2007. július 2.    | Maracaibo, Venezuela    | Kolumbia    | 4-2    | Nyertes   | Copa América 2007                  |
| 11. | 2007. július 8.    | Barquisimeto, Venezuela | Peru        | 4-0    | Nyertes   | Copa América 2007                  |
| 12. | 2007. július 8.    | Barquisimeto, Venezuela | Peru        | 4-0    | Nyertes   | Copa América 2007                  |
| 13. | 2007. július 11.   | Puerto Ordaz, Venezuela | Mexikó      | 3-0    | Nyertes   | Copa América 2007                  |
| 14. | 2007. október 13.  | Buenos Aires, Argentína | Chile       | 2-0    | Nyertes   | 2010-es világbajnoksági előkészítő |
| 15. | 2007. október 13.  | Buenos Aires, Argentína | Chile       | 2-0    | Nyertes   | 2010-es világbajnoksági előkészítő |
| 16. | 2007. november 17. | Buenos Aires, Argentína | Bolívia     | 3-0    | Nyertes   | 2010-es világbajnoksági előkészítő |
| 17. | 2007. november 17. | Buenos Aires, Argentína | Bolívia     | 3-0    | Nyertes   | 2010-es világbajnoksági előkészítő |

## Klub statisztika
| Klub         | Szezon    | Szezon   | Liga | Liga | Nemzeti Kupa | Nemzeti Kupa | Első Kontinentális | Első Kontinentális | Második Kontinentális | Második Kontinentális | Kontinentális Szuper Kupa | Kontinentális Szuper Kupa | Válogatott | Válogatott | Összesen | Összesen |
| Klub         | Szezon    | Szezon   | Mérk | Gól  | Mérk         | Gól          | Mérk               | Gól                | Mérk                  | Gól                   | Mérk                      | Gól                       | Mérk       | Gól        | Mérk     | Gól      |
| ------------ | --------- | -------- | ---- | ---- | ------------ | ------------ | ------------------ | ------------------ | --------------------- | --------------------- | ------------------------- | ------------------------- | ---------- | ---------- | -------- | -------- |
| Boca Juniors | 1996–97   | A        | 8    | 2    | –            | –            | –                  | –                  | –                     | –                     | –                         | –                         | –          | –          | –        | -        |
| Boca Juniors | 1996–97   | C        | 13   | 2    | –            | –            | –                  | –                  | –                     | –                     | –                         | –                         | –          | –          | –        | -        |
| Boca Juniors | 1997–98   | A        | 13   | 0    | –            | –            | –                  | –                  | –                     | –                     | –                         | –                         | –          | –          | –        | -        |
| Boca Juniors | 1997–98   | C        | 6    | 0    | –            | –            | –                  | –                  | –                     | –                     | –                         | –                         | –          | –          | –        | -        |
| Boca Juniors | 1998–99   | A        | 19   | 3    | –            | –            | –                  | –                  | 6                     | 0                     | –                         | –                         | –          | –          | –        | -        |
| Boca Juniors | 1998–99   | C        | 18   | 7    | –            | –            | –                  | –                  | 6                     | 0                     | –                         | –                         | –          | –          | –        | -        |
| Boca Juniors | 1999–2000 | A        | 17   | 2    | –            | –            | 11                 | 3                  | 5                     | 0                     | –                         | –                         | –          | –          | –        | -        |
| Boca Juniors | 1999–2000 | C        | 7    | 2    | –            | –            | 11                 | 3                  | 5                     | 0                     | –                         | –                         | –          | –          | –        | -        |
| Boca Juniors | 2000–01   | A        | 16   | 5    | –            | –            | 12                 | 3                  | 1                     | 0                     | –                         | –                         | –          | –          | –        | -        |
| Boca Juniors | 2000–01   | C        | 11   | 5    | –            | –            | 12                 | 3                  | 1                     | 0                     | –                         | –                         | –          | –          | –        | -        |
| Boca Juniors | 2001–02   | A        | 13   | 7    | –            | –            | 4                  | 0                  | 1                     | 0                     | –                         | –                         | –          | –          | –        | -        |
| Boca Juniors | 2001–02   | C        | 9    | 3    | –            | –            | 4                  | 0                  | 1                     | 0                     | –                         | –                         | –          | –          | –        | -        |
| Boca Juniors | Összesen  | Összesen | 148  | 36   | –            | –            | 27                 | 6                  | 13                    | 0                     | –                         | –                         | –          | –          | –        | -        |
| Barcelona    | 2002–03   | 2002–03  | 29   | 3    | –            | –            | 11                 | 2                  | –                     | –                     | –                         | –                         | –          | –          | 40       | 5        |
| Barcelona    | Összesen  | Összesen | 29   | 3    | –            | –            | 11                 | 2                  | –                     | –                     | –                         | –                         | –          | –          | 40       | 5        |
| Villarreal   | 2003–04   | 2003–04  | 33   | 8    | –            | –            | –                  | –                  | 12                    | 4                     | –                         | –                         | –          | –          | 45       | 12       |
| Villarreal   | 2004–05   | 2004–05  | 31   | 15   | –            | –            | –                  | –                  | 9                     | 3                     | –                         | –                         | –          | –          | 40       | 18       |
| Villarreal   | 2005–06   | 2005–06  | 25   | 12   | –            | –            | 12                 | 2                  | –                     | –                     | –                         | –                         | –          | –          | 37       | 14       |
| Villarreal   | 2006–07   | 2006–07  | 13   | 1    | –            | –            | –                  | –                  | –                     | –                     | –                         | –                         | –          | –          | 13       | 1        |
| Villarreal   | Összesen  | Összesen | 106  | 36   | –            | –            | 12                 | 2                  | 21                    | 7                     | –                         | –                         | –          | –          | 135      | 45       |
| Boca Juniors | 2006–07   | A        | –    | –    | –            | –            | 11                 | 8                  | –                     | –                     | –                         | –                         | –          | –          | –        | -        |
| Boca Juniors | 2006–07   | C        | 15   | 2    | –            | –            | 11                 | 8                  | –                     | –                     | –                         | –                         | –          | –          | –        | -        |
| Boca Juniors | 2007–08   | A        | –    | –    | –            | –            | 10                 | 4                  | –                     | –                     | –                         | –                         | –          | –          | –        | -        |
| Boca Juniors | 2007–08   | C        | 10   | 1    | –            | –            | 10                 | 4                  | –                     | –                     | –                         | –                         | –          | –          | –        | -        |
| Boca Juniors | 2008–09   | A        | 16   | 5    | –            | –            | –                  | –                  | –                     | –                     | –                         | –                         | –          | –          | –        | -        |
| Boca Juniors | 2008–09   | C        | –    | -    | –            | –            | –                  | –                  | –                     | –                     | –                         | –                         | –          | –          | –        | -        |
| Boca Juniors | 2009–10   | A        | –    | –    | –            | –            | –                  | –                  | –                     | –                     | –                         | –                         | –          | –          | –        | -        |
| Boca Juniors | 2009–10   | C        | –    | -    | –            | –            | –                  | –                  | –                     | –                     | –                         | –                         | –          | –          | –        | -        |
| Boca Juniors | Összesen  | Összesen | –    | –    | –            | –            | –                  | –                  | –                     | –                     | –                         | –                         | –          | –          | –        | -        |
| Összesen     | Összesen  | Összesen | –    | –    | –            | –            | –                  | –                  | –                     | –                     | –                         | –                         | –          | –          | –        | -        |

## Díjak,sikerek
Klub:
 Boca Juniors:
- Argentin Primera División: 1998, 1999, 2000, 2008
- Interkontinentális kupa: 2000, 2003
- Copa Libertadores: 2000, 2001, 2007
- Recopa Sudamericana: 2008

 Villarreal CF:
- Intertotó-kupa: 2004

Válogatott:
 Argentína:
- U20-as labdarúgó-világbajnokság: Győztes 1997
- Nyári Olimpiai játékok: Arany medál 2008

Egyéni:
- Az év dél amerikai játékosa: 2001
- Copa Libertadores: Legértékesebb játékos 2007
- Az év argentin játékosa: 2000, 2001, 2008